# Frithioff Johansen
Frithioff Johansen (født 19. januar 1939 på Frederiksberg - død 13. november 2015) var en dansk billedkunstner.
Han beskæftigede sig både med skulpturer, malerier, grafik og multimedier. Han studerede først litteratur og var uddannet som bibliotekar. Han debuterede på Kunstnernes Efterårsudstilling og Charlottenborg 1965. Han var medlem af kunstnergrupperne Sonde og Grønningen, i en årrække (1993-99) sad han i Akademiraadets og Kunstnersamfundets jury, derudover også i Statens Kunstfonds billedkunstneriske udsmykningsudvalg (1999-2001). Han var medlem af juryen for Vejprisen og fra 2008 medlem af The International Kepes Society.
Han modtog Eckersberg Medaillen i 1998 og Statens Kunstfonds livsvarige hædersydelse i 2004. Han var gift med Britta Toftlev Johansen.

## Hæder
- Statens Kunstfonds treårige stipendium
- En række arbejds- og rejselegater fra Statens Kunstfond
- Danmarks Nationalbanks Jubilæumsfond af 1968
- Augustinus Fonden
- "Artist in Residence"-stipendium fra Museum of Holography, New York
- 1992: Holography Award fra Shearwater Foundation, USA
- VKR's Familiefond
- Oda og Hans Svenningsens Fond
- Gottfred Eickhoff og hustru maleren Gerda Eickhoffs Fond
- Theodor Alfred Christian von Irgens-Bergh født Frankl's Kunstnerlegat
- Aage & Yelva Nimbs Hæderslegat
- Henry Heerups Legat
- 1998: Eckersberg Medaillen
- 2004: Stipendium fra Shearwater Foundation, USA
- 2004: Rejselegat fra Statens Kunstfond til Tysklandsophold
- 2004: Statens Kunstfonds livsvarige ydelse
- 2005: Årets Frederiksbergkunstner
- 2009: Præmieret af Statens Kunstfond i "Open Call 3" for projektet "Return to sender"